# ソナポスト
ソナポスト（SONAPOST）はブルキナファソの郵便事業者の旧名でSociété Nationale des postes du Burkina Fasoの意。2018年にLa Poste Burkina Fasoと改名した。西アフリカ郵便協議会に加盟している。